# Zone di protezione speciale del Friuli-Venezia Giulia
Le zone di protezione speciale del Friuli-Venezia Giulia, individuate in base alla Direttiva Uccelli (Direttiva 2009/147/CE) e appartenenti alla rete Natura 2000, sono otto e comprendono circa 116 450 ettari.

## Zone di protezione speciale
| Definizione dell’area                 | Immagine | Codice Natura 2000 | Note | Sup.  | Coordinate              |
| ------------------------------------- | -------- | ------------------ | ---- | ----- | ----------------------- |
| Dolomiti Friulane (area protetta)     |          | IT3310001          |      | 36740 | 46.3239°N 12.5411°E     |
| Magredi di Pordenone                  |          | IT3311001          |      | 10097 | 45.990745°N 12.765993°E |
| Laguna di Marano e Grado              |          | IT3320037          |      | 16363 | 45.7258°N 13.2361°E     |
| Alpi Carniche (area protetta)         |          | IT3321001          |      | 19500 | 46.593827°N 13.005701°E |
| Alpi Giulie (area protetta)           |          | IT3321002          |      | 18033 | 46.315287°N 13.35252°E  |
| Foce dell'Isonzo - Isola della Cona   |          | IT3330005          |      | 2668  | 45.7522°N 13.5089°E     |
| Valle Cavanata e Banco Mula di Muggia |          | IT3330006          |      | 860   | 45.6956°N 13.4667°E     |
| Aree Carsiche della Venezia Giulia    |          | IT3341002          |      | 12189 | 45.757866°N 13.664394°E |